# Paolo Veneziano
Paolo Veneziano, född omkring 1290, död omkring 1360, var en italiensk målare verksam i Venedig. Far till Giovanni Veneziano och Luca Veneziano.
Paolo Veneziano tillhör de viktigaste konstnärerna som målade i den bysantinska stilen i 1300-talets Venedig. I hans verk kan man se influenser från Giotto, något som då inte var vanligt i det venetianska måleriet som höll hårt i det bysantinska arvet. 

## Verk (urval)

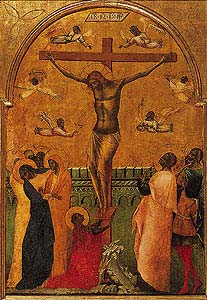
Paolo Venezianos Korsfästelsen. 1349. Finns nu på National Gallery of Victoria (Australien).

- Dandolo, Madonnan, helgonen Franciskus och Elisabeth, Frarikyrkan, Venedig, 1339
- Korsfästelsen, 1340
- Marias död, Vicenza, 1333
- Sankt Göran, San Giacomo Maggiore, Bologna